# Cathay Financial Holding
Cathay Financial Holding — тайваньская холдинговая компания, в состав которой входят банк Cathay United Bank, несколько страховых компаний и компании, предоставляющие финансовые услуги. Обслуживает 13 млн клиентов через сеть из 700 отделений. В списке Fortune Global 500 за 2021 год холдинг занял 346-е место.

## История
Страховая компания Cathay Life была основана братьями Цай (Ваньлинь и Ваньчунь) в 1962 году. К 1989 году их компания стала самой дорогой на Тайваньской фондовой бирже. Действующий председатель правления, Цай Хонту, является сыном Цая Ваньлиня, семья Цай считается одной из богатейших на Тайване. Слово Cathay (Катай) — устаревшее название Китая китайцами.
Холдинговая компания Cathay Financial Holding была создана 31 декабря 2001 года на основе страховой компании Cathay Life Insurance Company. 22 апреля 2002 года в состав холдинга были включены страховая компания Cathay Century Insurance и Cathay Commercial Bank. В декабре того же года был поглощён United World Chinese Commercial Bank; в октябре 2003 года он был объединён с Cathay Commercial Bank под названием Cathay United Bank, этот банк стал основой банковской деятельности холдинга. В августе 2006 года был поглощён Lucky Bank Inc., и с 2007 года он также стал частью Cathay United Bank. В июне 2011 года страховое подразделение холдинга пополнилось компаниями Global Life Insurance и Singfor Life Insurance, которые были куплены у Тайваньского фонда гарантирования страховых вкладов, в 2015 году они были объединены с собственными страховыми компаниями.

## Деятельность
Из 630 млрд новых тайваньских долларов выручки в 2020 году 602 млрд пришлось на Тайвань, 20 млрд — на другие страны Азии.
Основные подразделения:
- Банковские операции — выручка NT$ 55,7 млрд
- Страхование жизни — выручка NT$ 552 млрд
- Другие виды страхования — выручка NT$ 6,4 млрд
- Операции с ценными бумагами — выручка NT$ 5 млрд

Основные дочерние компании холдинга:
- Cathay Life — страхование жизни; активы NT$ 7,6 трлн, выручка NT$ 506 млрд
  - Cathay Lujiazui Life (50 %) — страхование жизни; активы NT$ 58,5 млрд, выручка NT$ 16,8 млрд
  - Cathay Life (Vietnam) — страхование жизни (Вьетнам); активы NT$ 18 млрд, выручка NT$ 3 млрд
  - Lin Yuan (Shanghai) Real Estate Co., Ltd. — аренда офисных площадей; активы NT$ 8,6 млрд
  - Cathay Woolgate Exchange Holding Limited — инвестиции в недвижимость
  - Cathay Walbrook Holding Limited — инвестиции в недвижимость
  - Conning Holdings Limited — холдинговая компания; активы NT$ 24 млрд, выручка NT$ 10 млрд
    - Conning U.S. Holdings, Inc. — холдинговая компания в США
    - Conning Asset Management Ltd. — управление активами
    - Conning (Germany) GmbH — программное обеспечение по управлению рисками
    - Conning Asia Pacific Ltd. — управление активами
    - Conning Japan Ltd. — управление активами
- Cathay United Bank — банкинг; активы NT$ 3,12 трлн, выручка NT$ 58,7 млрд
  - Indovina Bank Limited — банкинг; активы NT$ 67 млрд, выручка NT$ 2,3 млрд
  - Cathay United Bank (Cambodia) Corporation Limited — банкинг в Камбрдже; активы NT$ 11 млрд, выручка NT$ 0,6 млрд
  - Cathay United Bank (China) Co., Ltd. — банкинг в КНР; активы NT$ 65 млрд, выручка NT$ 1,1 млрд
- Cathay Century — страхование имущества; активы NT$ 43,9 млрд, выручка NT$ 20 млрд
  - Cathay Insurance (Vietnam) Co., Ltd. — страхование имущества во Вьетнаме; активы NT$ 1 млрд
- Cathay Securities — операции с ценными бумагами; активы NT$ 47,5 млрд, выручка NT$ 5,4 млрд
- Cathay Venture — венчурное финансирование; активы NT$ 6 млрд
- Cathay Securities Investment Trust — управление трастовыми фондами

Крупнейшими акционерами являются фонды Wan Pao Development Co. Ltd. (17,9 %) и Lin Yuan Investment Co. Ltd. (15,3 %).